# Centro studi UFO

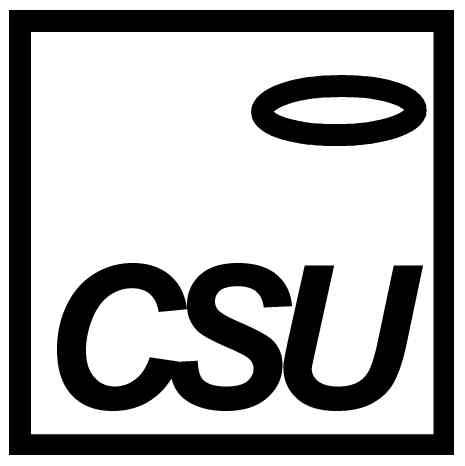
Il logo del CSU.

Il Centro studi Ufo (CSU) è stata un'associazione, costituita da soci e da collaboratori interessati al problema ufologico, attiva a Locarno,  Svizzera fino a fine 2004.
Il CSU è nato il 9.11.1998 (soci fondatori: Gianco Scolari, David Delcò, Claudio Casal, Rezio Albergoni), con lo scopo di raggruppare appassionati e ricercati di ufologia della Svizzera Italiana. Durante i circa sei anni di attività, il CSU ha avuto due presidenti, Gianco Scolari e Franco Mondini. La sede centrale del CSU si trovava a Locarno in un vecchio rifugio nucleare, ribattezzato "Area 51", come la ben più famosa base militare statunitense.

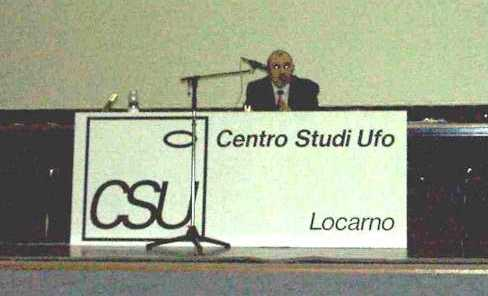
L'ufologo italiano del CUN Luigi Barone, durante una conferenza organizzata dal CSU.

Obiettivo del Centro era la promozione dello studio del fenomeno UFO, attuato anche grazie a diversi incontri con ufologi affermati (uno su tutti quello con Michael Hesemann nell'anno 2000). Il tema prediletto del centro è stato la ricostruzione dell'incidente di Roswell, soprattutto attraverso lo studio delle testimonianze del colonnello Philip J. Corso.
Nel 2005 il CSU si è trasformato, diventando Associazione Orizzonti Misteriosi. Questa associazione non si occupa più solamente di "problematiche" ufologiche, ma anche dello studio e della divulgazione dei fenomeni inspiegati e dei cosiddetti "temi di confine", che riguardano gli aspetti misteriosi della realtà (ad esempio: archeologia non convenzionale, egittologia, ufologia, ecc.). I bollettini sociali del CSU (pubblicazione irregolare) sono conservati presso l'Archivio di Stato del Canton Ticino a Bellinzona.